# Eutiqui de Ravenna
Eutiqui (en llatí Eutychius) fou el darrer exarca de Ravenna del 727 fins a la seva mort el 752.
El 727 l'Exarcat es va revoltar en contra de la imposició de la iconoclàstia. Es va formar una aliança entre els longobards, el Papa i les ciutats italianes contra els romans d'Orient. L'emperador Lleó III llavors va enviar Eutiqui per reprendre el control.
Eutiqui va arribar a Nàpols on va ordenar l'assassinat del Papa Gregori II, però l'atemptat va fallar. Eutiqui llavors va intentar subornar els longobards, cosa en la qual va tenir més èxit; el rei Liutprand va rebre ajut romà per controlar els ducs de Benevent i Spoleto que escapaven de la seva autoritat, però se li demanava donar suport a la destitució del Papa a canvi. Però el papa Gregori es va entrevistar amb Liutprand i el va convèncer d'abandonar la seva idea. Tot i així Eutiqui va enviar tropes per combatre la revolta a Ravenna, provocant amb la seva marxa el conflicte amb els longobards.
Els longobards van ocupar Ravenna el 737. La guerra es va aturar un temps però es va reprendre el 739. El Papa Gregori havia donat suport als ducs de Spoleto i Benevent contra Liutprand, i ara aquest va envair la Itàlia central, l'Exarcat i el ducat de Roma, que foren assolats. El 740 Eutiqui va demanar ajut a Venècia i els venecians van poder recuperar Ravenna per als romans.
El mateix any el Papa va demanar ajut als francs que eren dirigits per Carles Martell. El 741 va pujar al soli pontifici Zacaries I i Liutprand va planejar altre cop reconquerir Ravenna. Zacaries va anar a l'Exarcat, es va trobar amb Eutiqui a Rímini i junts van entrar a Ravenna davant la joia de la població. Després el Papa va seguir cap a la capital dels longobards, Pavia, on va convèncer el rei Liutprand de parar l'expedició contra els romans i retornar els territoris que els havia pres.
Poc anys després el nou rei longobard Aistulf va entrar a Ravenna el 751, i en les lluites que van seguir, Eutiqui va morir el 752 i les longobards van quedar amos de tot. El Papa va reclamar el territori i va donar suport als francs per la seva conquesta.